# 프랑수아 바이루
프랑수아 르네 장 뤼시앵 바이루(프랑스어: François René Jean Lucien Bayrou, 1951년 5월 25일~)는 프랑스의 정치인으로, 2024년 12월부터 총리로 재임하고 있다.

## 경력
바이루는 에마뉘엘 마크롱 대통령의 오랜 우군으로 평가 받는 인물로, 2017년 대선에서 첫 당선된 직후부터 그를 지지해왔다. 2002년과 2007년, 2012년 대선 후보로 출마한 적이 있다. 마크롱 대통령의 초대 법무부 장관으로 임명되기도 했다.

## 역대 선거 결과
| 선거명      | 직책명                                 | 대수 | 정당            | 1차 득표율 | 1차 득표수  | 2차 득표율 | 2차 득표수 | 결과         | 당락                               |
| ----------- | -------------------------------------- | ---- | --------------- | ---------- | ----------- | ---------- | ---------- | ------------ | ---------------------------------- |
| 1986년 선거 | 하원의원 (피레네 자틀랑티크 선거구)    | 8대  | 프랑스 민주연합 | 46.63%     | -표         |            |            | 1위          | 피레네 자틀랑티크 주 하원의원 당선 |
| 1988년 선거 | 하원의원 (피레네 자틀랑티크 제2선거구) | 9대  | 프랑스 민주연합 | 41.51%     | 17,334표    | 50.70%     | 23,789표   | 1위          | 피레네 자틀랑티크 주 하원의원 당선 |
| 1992년 선거 | 피레네자틀랑티크 캉통                  | 27대 | 프랑스 민주연합 | 0%         | -표         | 0%         | -표        | 1위          | 피레네자틀랑티크 캉통 당선         |
| 1993년 선거 | 하원의원 (피레네 자틀랑티크 제2선거구) | 10대 | 프랑스 민주연합 | 59.35%     | 24,492표    |            |            | 1위          | 피레네 자틀랑티크 주 하원의원 당선 |
| 1997년 선거 | 하원의원 (피레네 자틀랑티크 제2선거구) | 11대 | 프랑스 민주연합 | 50.93%     | 23,845표    |            |            | 1위          | 피레네 자틀랑티크 주 하원의원 당선 |
| 1999년 선거 | 유럽의원 (프랑스 선거구)               | 5대  | 프랑스 민주연합 | 9.29%      | 1,638,999표 |            |            | 비례대표 1번 | 프랑스 유럽의원 당선               |
| 2002년 선거 | 대통령                                 | 22대 | 프랑스 민주연합 | 6.84%      | 1,949,170표 |            |            | 4위          | 낙선                               |
| 2002년 선거 | 하원의원 (피레네 자틀랑티크 제2선거구) | 12대 | 프랑스 민주연합 | 41.79%     | 20,425표    | 55.58%     | 25,106표   | 1위          | 피레네 자틀랑티크 주 하원의원 당선 |
| 2007년 선거 | 대통령                                 | 23대 | 민주운동        | 18.57%     | 6,820,119표 |            |            | 3위          | 낙선                               |
| 2007년 선거 | 하원의원 (피레네 자틀랑티크 제2선거구) | 13대 | 민주운동        | 37.26%     | 18,250표    | 61.21%     | 25,677표   | 1위          | 피레네 자틀랑티크 주 하원의원 당선 |
| 2012년 선거 | 대통령                                 | 24대 | 민주운동        | 9.13%      | 3,275,349표 |            |            | 5위          | 낙선                               |
| 2012년 선거 | 하원의원 (피레네 자틀랑티크 제2선거구) | 14대 | 민주운동        | 23.63%     | 11,348표    | 30.17%     | 14,169표   | 2위          | 낙선                               |
| 2014년 선거 | 포 시장                                | 52대 | 민주운동        | 41.85%     | 12,749표    | 62.95%     | 18,388표   | 1위          | 포 시장 당선                       |
| 2020년 선거 | 포 시장                                | 52대 | 민주운동        | 45.83%     | 7,235표     | 55.46%     | 9,388표    | 1위          | 포 시장 당선                       |

## 갤러리

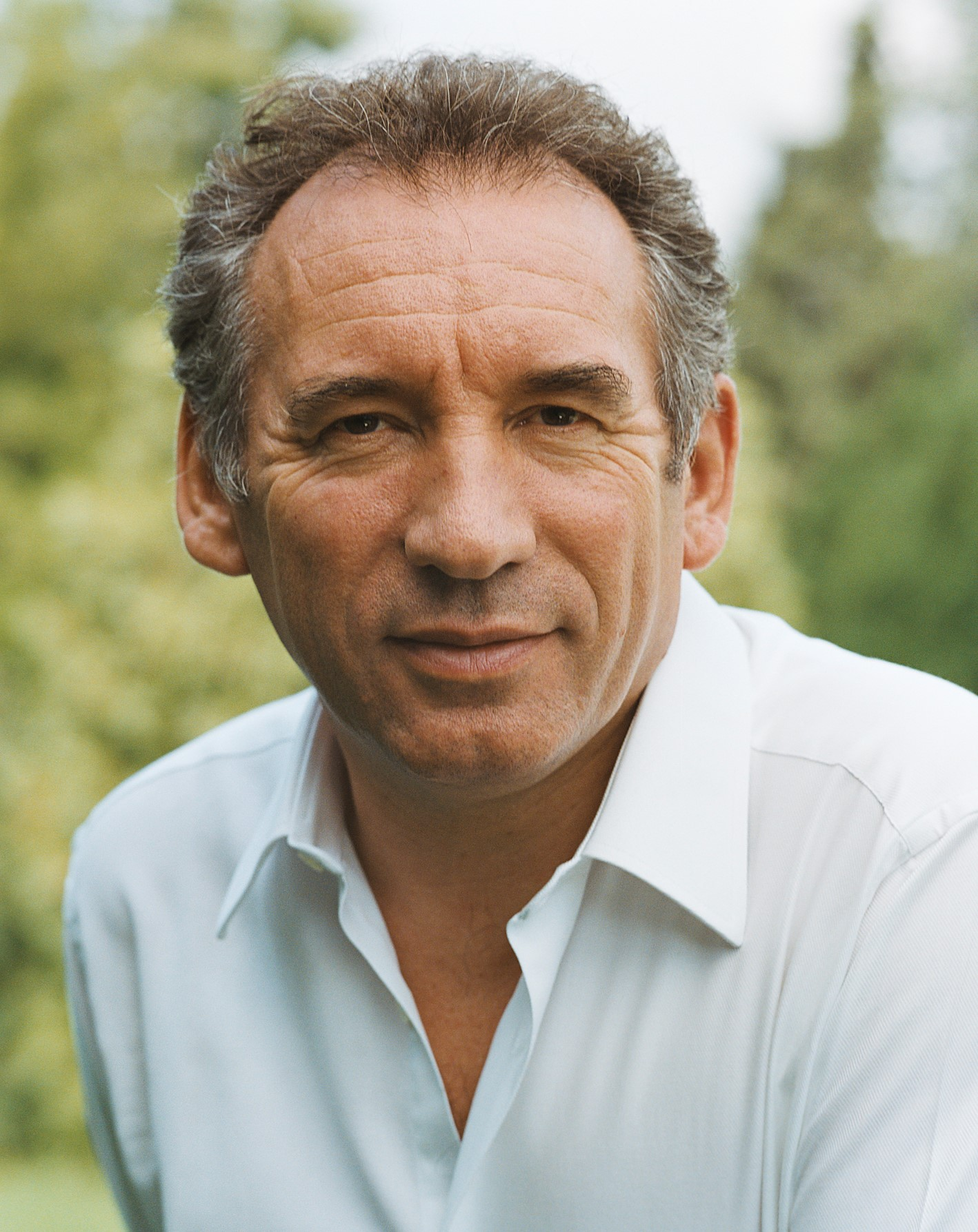
2006년
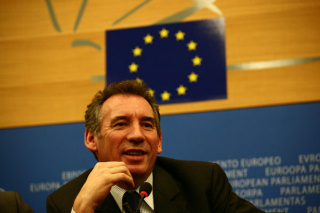
유럽 의회 의원 시절 (2006년, 스트라스부르)
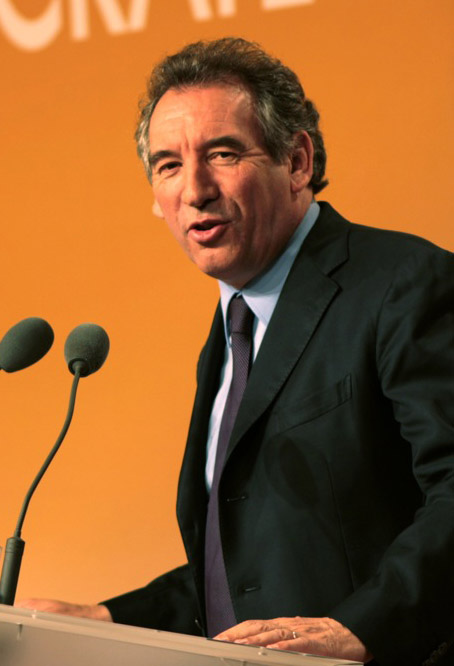
2009년
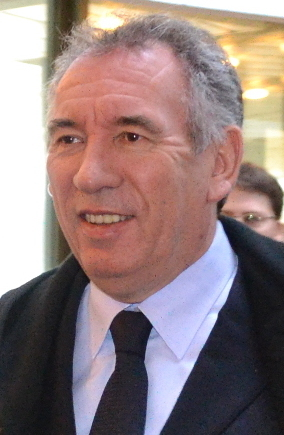
2017년
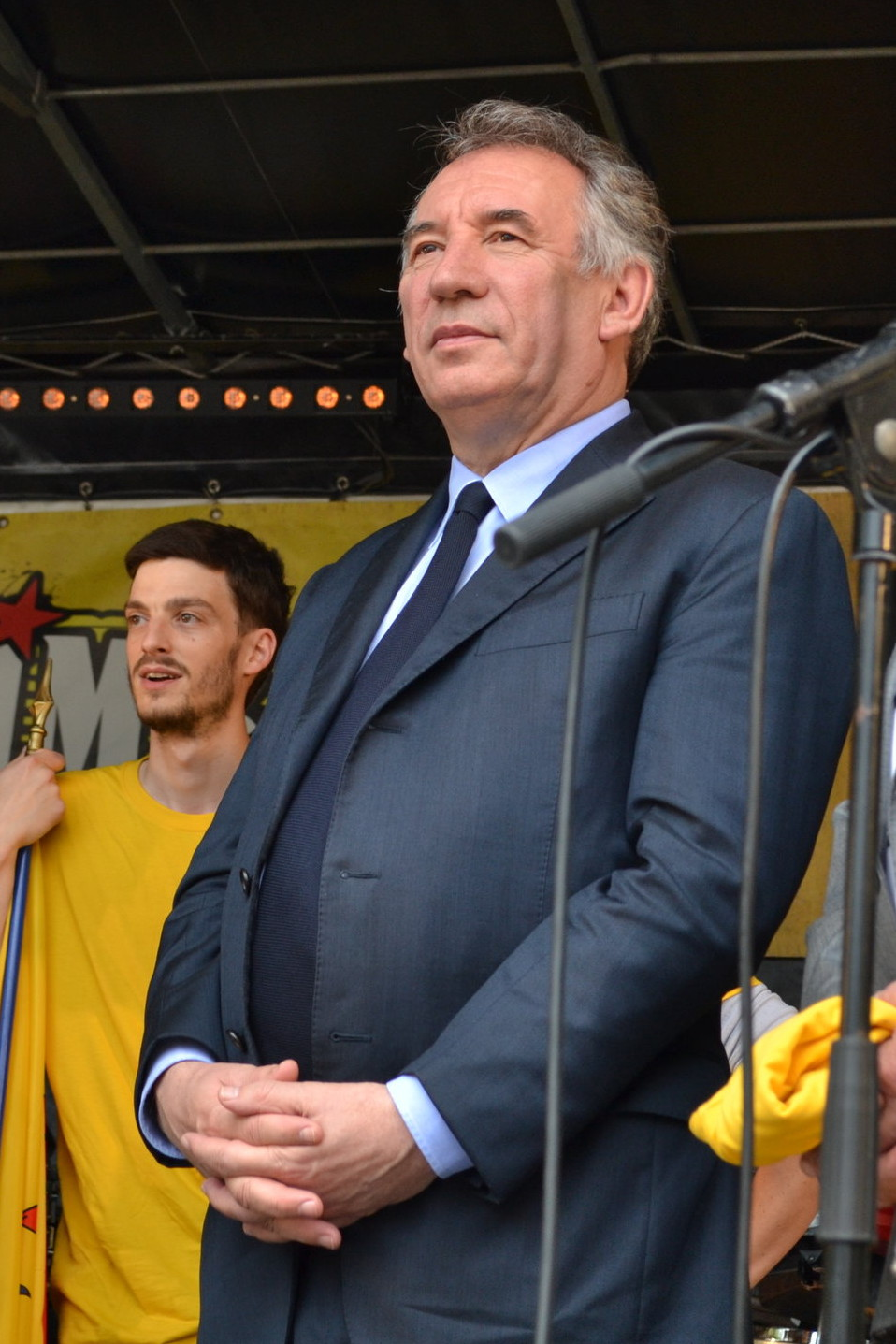
2018년